# فلسفة الرياضة

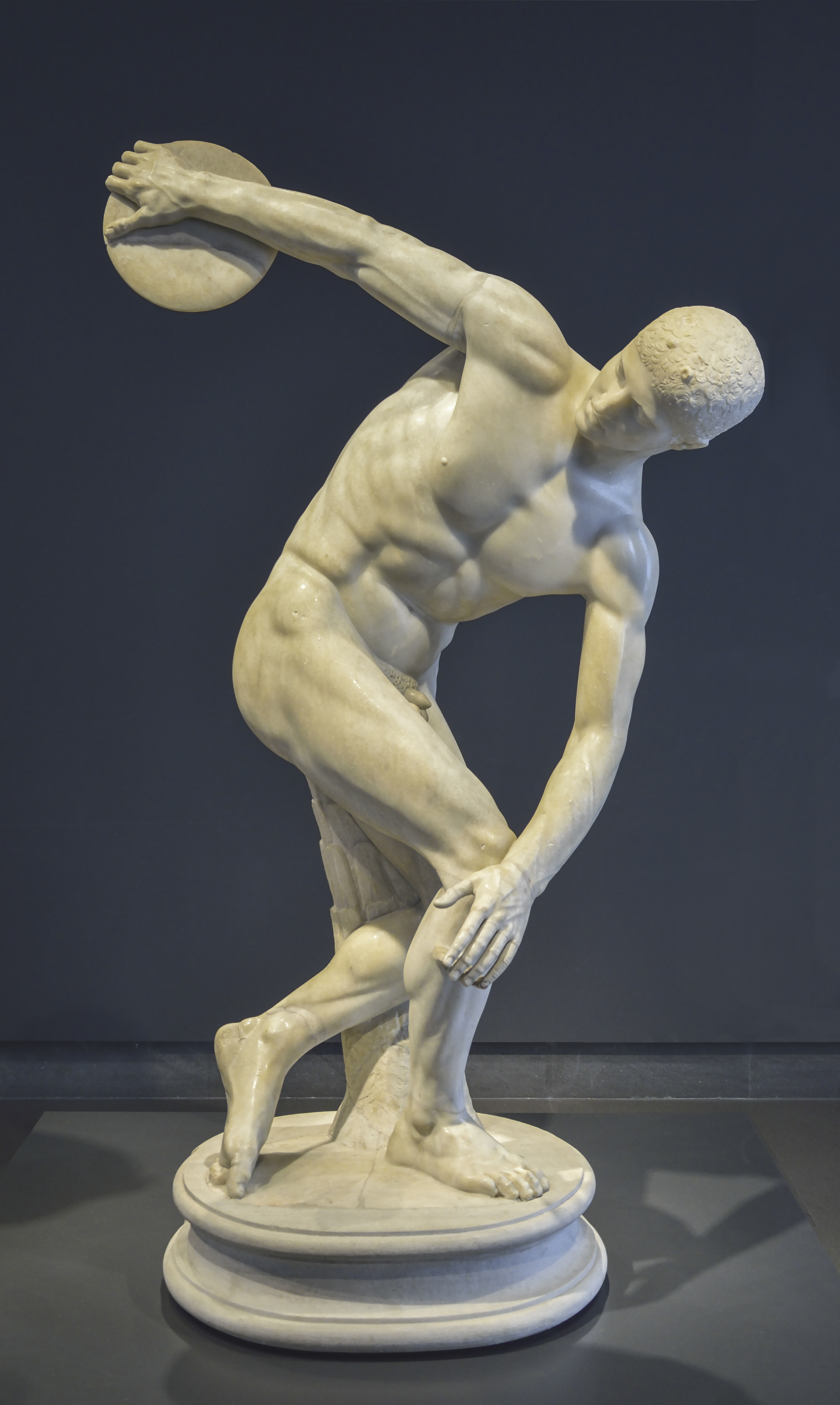
قرص القرص في المتحف الروماني الوطني

فلسفة الرياضة هي مجال فلسفي يسعى إلى تحليل مفاهيمي لقضايا الرياضة كنشاط بشري. تغطي هذه القضايا العديد من المجالات، ولكنها تقع في المقام الأول في خمس فئات فلسفية: الميتافيزيقا والأخلاق والفلسفة الأخلاقية، وفلسفة القانون، والفلسفة السياسية، وعلم الجمال. نشأ المنظور الفلسفي للرياضة في اليونان القديمة، بعد أن شهد نهضة في الجزء الأخير من القرن العشرين مع عمل بول فايس وهوارد سلوشير.

## الرياضة والفلسفة في اليونان القديمة
تعتبر اليونان القديمة مهد كل من الفلسفة القديمة والرياضة الأولمبية. تعلق الفلسفات الهلنستية أهمية كبيرة على الأداء الرياضي. وعكست مهارة القائد الرياضية، وفقاً لرأي العصر، قدرتهم على القيادة.(تم النظر إلى رياضة الفايسيان في ملحمتي هوميروس والأوديسا على أنها نظرية المعرفة، وهي عملية منهجية نتعلم من خلالها الحقيقة الموضوعية لإمكانات الشخص الرياضية من خلال تحقيقها في منافسة رياضية. واعتبرت ألعاب القوى كمقياس للقيمة الفردية بمثابة علاج لعدم المساواة الاجتماعية. بل كان ينظر إلى الرياضة على أنها تعليم أخلاقي، حيث ينادي أفلاطون بمشاركة المرأة في الرياضة لإثرائها الأخلاقي. أكد أرسطو على النشاط البدني باعتباره مسؤولية أخلاقية. كما تم العثور على ذكر للرياضة في عمل سقراط (ماذا يعني ذلك؟).

## الفلسفة المعاصرة للرياضة
تجدد الاهتمام بالفلسفة الرياضية من خلال كتاب الفيلسوف ييل بول فيس الرياضة: التحقيق الفلسفي (1969)، الذي يُعتبر أول نص بطول الكتاب في فلسفة الرياضة. يشرح فايس في ذلك الكتاب ندرة العمل في فلسفة الرياضة على أنها انعكاس للنخبوية الأكاديمية حيث اعتُبرت الرياضة تعتبر دائمًا مبتذلة أو شائعة، وفقًا لويس.
قبل ذلك بوقت طويل، تمت مناقشة الاعتبارات الفلسفية للرياضة والجسم والنشاط كمجموعة فرعية من الإصلاح التربوي في أواخر القرن التاسع عشر كصلة بين التربية البدنية والصحة والرفاهية التي اكتسبت التقدير بين العلماء. و كانت الفوائد الصحية والتعليمية للنشاط البدني في كثير من الأحيان أحد مكونات الحياة العامة. اتخذ العديد من أنصار التربية البدنية عن غير قصد من غير الفلاسفة مواقف فلسفية في علم الغائية، وثنائية العقل والجسم والميتافيزيقيا كجزء من نموذجهم للوكالة البشرية والشخصية. وفي سياق أوسع، دخلت الفلسفة السياسية الصورة كمفكرين في ذلك الوقت، استجابةً للقضايا الاجتماعية والسياسية المُلحة في يوم العمل المدني المرتبط والمواطنة المسؤولة وغيرها من السمات السياسية للرياضة. في حين كان هناك الكثير من التركيز على العمل المنجز في الغرب حيث يعترف فلاسفة الرياضة بأهمية العمل المنجز في الشرق، ولا سيما اليابان.
تهتم الأسئلة الهامة في فلسفة الرياضة بالفضائل الاجتماعية للرياضة، وجماليات الأداء الرياضي وعرضها، ونظرية الاستراتيجيات والتقنيات الفردية والجماعية، والأخلاقيات الرياضية، ومنطق القواعد في الرياضة، والميتافيزيقا للرياضة كعنصر من عناصر الرياضة، والطبيعة البشرية أو الغريزة ، إلخ. ومع ذلك، قام بعض الكتاب بتكوين فلسفة رياضية من حيث الجسم والفن وتقاطعاته مع رياضة الجيل العاشر، مثل الصخور، وركوب الأمواج، والتزلج.
تشمل المجالات الأخرى التي تتقاطع مع المجالات المعاصرة للفلسفة فلسفة التربية، وفلسفة القانون، وفلسفة العقل، فلسفة القواعد، وفلسفة العلوم، والفلسفة الاجتماعية، والفلسفة السياسية.

## روابط خارجية
- British Philosophy of Sport Association
- European Association for the Philosophy of Sport
- International Association for the Philosophy of Sport
- University of Idaho Center for Ethics نسخة محفوظة 9 يوليو 2018 على موقع واي باك مشين.